# Großsteingräber bei Rahden
Die Großsteingräber bei Rahden waren zwei megalithische Grabanlagen der jungsteinzeitlichen Trichterbecherkultur bei Rahden im Kreis Minden-Lübbecke (Nordrhein-Westfalen). Sie wurden im 18. oder frühen 19. Jahrhundert zerstört. Die genauen Standorte der beiden Gräber sind unbekannt, nur für eines ist der Flurname Hünenkamp überliefert. In der näheren Umgebung gab es ursprünglich noch mindestens zwei weitere Großsteingräber: das Großsteingrab Kleinendorf und das Großsteingrab Varl. Die Gegend von Rahden wurde 1807 von Georg zu Münster besucht, der feststellte, dass von den beiden Gräbern bei Rahden keine oberflächlich erkennbaren Reste mehr erhalten waren. Zu den Maßen und zur Orientierung der Anlagen sowie zum genauen Grabtyp liegen keine Angaben vor.